# North Vacherie, Louisiana
North Vacherie, Louisiana (енгл. North Vacherie) насељено је место без административног статуса у америчкој савезној држави Луизијана.

## Демографија
По попису из 2010. године број становника је 2.346, што је 65 (-2,7%) становника мање него 2000. године.
| Група             | 2000.         | 2010.         |
| Белци             | 587 (24,3%)   | 559 (23,8%)   |
| Афроамериканци    | 1.817 (75,4%) | 1.727 (73,6%) |
| Азијати           | 0 (0,0%)      | 0 (0,0%)      |
| Хиспаноамериканци | 15 (0,6%)     | 49 (2,1%)     |
| Укупно            | 2.411         | 2.346         |